# Euryglossina nothula
Euryglossina nothula är en biart som först beskrevs av Cockerell 1922.  Euryglossina nothula ingår i släktet Euryglossina och familjen korttungebin. Inga underarter finns listade i Catalogue of Life.

## Bildgalleri

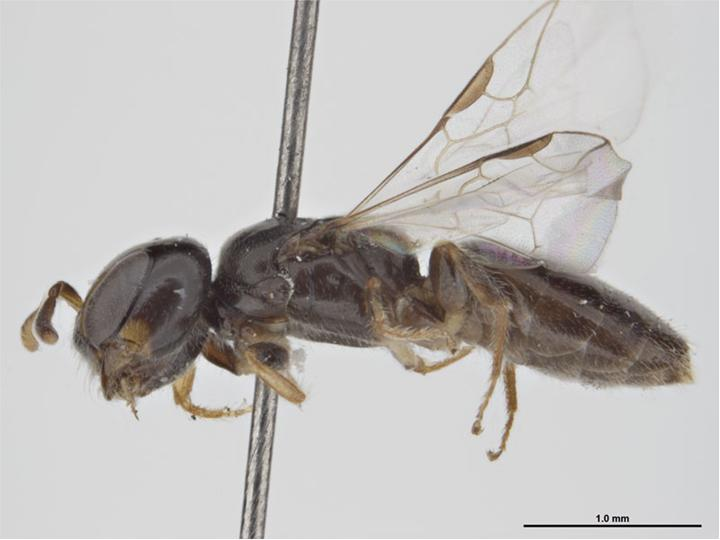